# Tricholamia
Tricholamia är ett släkte av skalbaggar. Tricholamia ingår i familjen långhorningar.
Kladogram enligt Catalogue of Life:
| Tricholamia | \| \| Tricholamia plagiata \| \| \| \| \| \| Tricholamia ruficornis \| \| \| \| |
|             | \| \| Tricholamia plagiata \| \| \| \| \| \| Tricholamia ruficornis \| \| \| \| |
|             | Tricholamia plagiata                                                            |
|             |                                                                                 |
|             | Tricholamia ruficornis                                                          |
|             |                                                                                 |